# Stephanie Sloan
Stephanie Sloan  est une skieuse acrobatique canadienne. Elle est notamment la première vainqueur de la coupe du monde de la FIS en 1980.

## Biographie
Stephanie Sloan commence sa carrière internationale lors de la saison 1976-1977. Skieuse polyvalente elle termine seconde du classement général de la Professional Freestyle Association World Freestyle tour (qui est alors la principale ligue de ski acrobatique professionnel) derrière Marion Post. En effet si Sloan domine le classement de ski de bosses, l'américaine s'impose sur ceux du saut acrobatique et du ballet.
Lors de la saison 1978-1979 elle prend la troisième place du classement de sauts acrobatique, la première du combiné et remporte le classement général et son premier titre de championne du monde (professionnelle)
En 1980 le ski acrobatique connaît une révolution avec la création de la coupe du monde de ski acrobatique organisée par la fédération internationale de ski, avec le statut amateur. De nombreux skieurs acrobatiques professionnels y prennent part, avec un statut particulier. Stephanie Sloan fait partie de ceux-ci et s'impose dans les classements général et du combiné de cette première édition. La saison suivante elle est détrônée par sa compatriote Marie-Claude Asselin.
En deux saisons elle dispute cinquante-trois épreuves de coupe du monde, pour vingt-trois podiums dont quatre victoires, toutes en combiné.
Elle arrête le ski acrobatique de compétition à la fin de l'hiver 1981 et s'installe durablement dans la station de sports d'hiver de Whistler. Elle commence sa reconversion en tant qu'entraineur et en 1982 créé un camp d'entrainement de ski dédié aux femmes : le Women’s only ski programs on Whistler,, pendant que son mari Dave Murray (en) reprend le camp de ski d'été de Toni Sailer à Whistler,, et avec puis après son mari Stephanie Sloan dirigera les deux sous l'égide de la Dave Murray Enterprises,.
Après vingt-deux ans passés à s'occuper de ces programmes, elle devient en 2001 agent immobilier à Whistler,, et s'investit dans la vie locale : elle est conseillère municipale pendant six ans, dirige le club de ski local, puis participe  à la fondation du Public Art Committee et dirige le Community Art Council de la commune,.

## Palmarès

### Circuits professionnels
- PFA World Freestyle tour
  - Classement général : deuxième en  1976-77[1]
  - Classement du  ski de bosses : championne en  1976-77[1]
- World Cup Freestyle : championne en 1978-79[2]

### Coupe du monde
- 1 gros globe de cristal :
  - Vainqueur du classement général en 1980[15].
- 1 petit globe de cristal :
  - Vainqueur du classement combiné en 1980[15].
- Meilleur classement en ski de bosses : 3e en 1980 et 1981[15].
- 23 podiums dont 4 victoires[6].

#### Différents classements en coupe du monde
| Année/Classement | Général | Général | Saut acrobatique | Saut acrobatique | Ski de Bosses | Ski de Bosses | Ballet | Ballet | Combiné | Combiné |
| ---------------- | ------- | ------- | ---------------- | ---------------- | ------------- | ------------- | ------ | ------ | ------- | ------- |
| Année/Classement | Class.  | Points  | Class.           | Points           | Class.        | Points        | Class. | Points | Class.  | Points  |
| 1980             | 1re     | 82.00   | 4e               | 19.00            | 3e            | 26.00         | 4e     | 19.00  | 1re     | 18.00   |
| 1981             | 3e      | 104.00  | 7e               | 23.00            | 3e            | 37.00         | 6e     | 21.00  | 2e      | 23.00   |

#### Podiums
En deux ans de coupe du monde, elle totalise 23 podiums dont 4 victoires.
| Date            | Lieu               | Place | Discipline |
| --------------- | ------------------ | ----- | ---------- |
| 1980            |                    |       |            |
| 8 janvier 1980  | Monts Pocono       | 2e    | Bosses     |
| 9 janvier 1980  | Monts Pocono       | 2e    | Ballet     |
| 10 janvier 1980 | Monts Pocono       | 3e    | Ballet     |
| 11 janvier 1980 | Monts Pocono       | 1re   | Saut       |
| 11 janvier 1980 | Monts Pocono       | 2e    | Combiné    |
| 12 janvier 1980 | Monts Pocono       | 1re   | Saut       |
| 12 janvier 1980 | Monts Pocono       | 2e    | Combiné    |
| 1er mars 1980   | Oberjoch           | 3e    | Bosses     |
| 2 mars 1980     | Oberjoch           | 1re   | Combiné    |
| 12 mars 1980    | Tignes             | 2e    | Bosses     |
| 28 mars 1980    | Whistler Blackcomb | 2e    | Bosses     |
| 28 mars 1980    | Whistler Blackcomb | 2e    | Combiné    |
| 1981            |                    |       |            |
| 18 janvier 1981 | Livigno            | 3e    | Saut       |
| 22 janvier 1981 | Tignes             | 2e    | Bosses     |
| 24 janvier 1981 | Tignes             | 2e    | Combiné    |
| 3 février 1981  | Laax               | 3e    | Bosses     |
| 3 février 1981  | Laax               | 3e    | Combiné    |
| 4 février 1981  | Laax               | 3e    | Bosses     |
| 9 février 1981  | Seefeld in Tirol   | 2e    | Combiné    |
| 18 mars 1981    | Mt Norquay (en)    | 3e    | Bosses     |
| 18 mars 1981    | Mt Norquay (en)    | 2e    | Combiné    |
| 19 mars 1981    | Mt Norquay (en)    | 2e    | Bosses     |
| 22 mars 1981    | Calgary            | 1re   | Combiné    |

## Famille
Stephanie Sloan est mariée au skieur alpin Dave Murray (en) avec qui elle a eu une fille : Julia Murray skieuse acrobatique canadienne spécialiste du ski cross,.